# بخش بلو هیل، شهرستان شربرن، مینه سوتا
بخش بلو هیل (به انگلیسی: Blue Hill Township) یک منطقهٔ مسکونی در ایالات متحده آمریکا است که در شهرستان شربرن، مینه‌سوتا واقع شده‌است.
 بخش بلو هیل ۹۴٫۳ کیلومتر مربع مساحت و ۷۶۲ نفر جمعیت دارد و ۲۹۹ متر بالاتر از سطح دریا واقع شده‌است.